# Снайдертаун (округ Нортамберленд, Пенсільванія)
Снайдертаун (англ. Snydertown) — місто (англ. borough) в США, в окрузі Нортамберленд штату Пенсільванія. Населення — 325 осіб (2020).

## Географія
Снайдертаун розташований за координатами 40°52′25″ пн. ш. 76°40′41″ зх. д. / 40.87361° пн. ш. 76.67806° зх. д. (40.873584, -76.678029).  За даними Бюро перепису населення США в 2010 році місто мало площу 9,08 км², з яких 8,94 км² — суходіл та 0,14 км² — водойми.

## Демографія
Згідно з переписом 2010 року, у селищі мешкало 339 осіб у 144 домогосподарствах у складі 97 родин. Густота населення становила 37 осіб/км².  Було 156 помешкань (17/км²).
Расовий склад населення:
| - 97,9 % — білих - 0,3 % — чорних або афроамериканців - 0,3 % — азіатів |

До двох чи більше рас належало 0,9 %. Частка іспаномовних становила 0,9 % від усіх жителів.
За віковим діапазоном населення розподілялося таким чином: 18,0 % — особи молодші 18 років, 63,7 % — особи у віці 18—64 років, 18,3 % — особи у віці 65 років та старші. Медіана віку мешканця становила 47,7 року. На 100 осіб жіночої статі у селищі припадало 114,6 чоловіків;  на 100 жінок у віці від 18 років та старших — 109,0 чоловіків також старших 18 років.
Середній дохід на одне домашнє господарство  становив 63 202 долари США (медіана — 64 375), а середній дохід на одну сім'ю — 66 436 доларів (медіана — 66 111). Медіана доходів становила 48 523 долари для чоловіків та 28 529 доларів для жінок. За межею бідності перебувало 1,8 % осіб, у тому числі 0,0 % дітей у віці до 18 років та 1,4 % осіб у віці 65 років та старших.
Цивільне працевлаштоване населення становило 186 осіб. Основні галузі зайнятості: освіта, охорона здоров'я та соціальна допомога — 21,5 %, виробництво — 16,1 %, транспорт — 12,9 %.